# Saint-Rémy-sur-Durolle
Pour les articles homonymes, voir Saint-Rémy et Durolle (homonymie).
Saint-Rémy-sur-Durolle est une commune française, située dans le département du Puy-de-Dôme, en région Auvergne-Rhône-Alpes.
Ses habitants se nomment les Saint-Rémois.
Cette petite ville, anciennement nommée Saint-Rémy-sur-Thiers est connue pour être la capitale mondiale de la mèche de tire-bouchon.

## Géographie

### Situation
La commune est située à 461 km de Paris, 124 km de Lyon, 53 km de Clermont-Ferrand, 40 km de Vichy et 8 km de Thiers. Elle est accrochée aux pentes des Bois Noirs à la limite des monts du Forez.
La commune se situe dans la région Auvergne-Rhône-Alpes depuis 2016, le département du Puy-de-Dôme, l'arrondissement de Thiers et le canton de Thiers. Jusqu'en mars 2015, elle était chef-lieu du canton de Saint-Rémy-sur-Durolle.
La Durolle ne passe pas à Saint-Rémy mais plus bas en altitude, à La Monnerie-le-Montel.
Un plan d'eau a été créé, dans les années 1960, pour constituer une base de loisirs. C'est le plan d'eau des Prades.

### Lieux-dits et écarts
- Chabrol
- Chabetout
- Chouvel
- Ytay
- Chez Maître
- Bechon
- Muzard
- Morel
- Prudent
- les Pins
- Voirdières
- Fagot
- Barnerias
- Faydit
- Chevalier
- la Tirade
- le Plot
- les Jurias
- Puy Rodde
- Bel Air
- Martignat
- Mouchardias
- Le moulin des Ris.

### Communes limitrophes
Ses communes limitrophes sont : La Monnerie-le-Montel, Palladuc, Paslières, Saint-Victor-Montvianeix et Thiers.

### Climat
Pour des articles plus généraux, voir Climat d'Auvergne-Rhône-Alpes et Climat du Puy-de-Dôme.
En 2010, le climat de la commune est de type climat des marges montargnardes, selon une étude du Centre national de la recherche scientifique s'appuyant sur une série de données couvrant la période 1971-2000. En 2020, Météo-France publie une typologie des climats de la France métropolitaine dans laquelle la commune est exposée à un climat de montagne ou de marges de montagne et est dans la région climatique  Nord-est du Massif Central, caractérisée par une pluviométrie annuelle de 800 à 1 200 mm, bien répartie dans l’année. 
Pour la période 1971-2000, la température annuelle moyenne est de 9,7 °C, avec une amplitude thermique annuelle de 15,8 °C. Le cumul annuel moyen de précipitations est de 1 044 mm, avec 11,4 jours de précipitations en janvier et 8,3 jours en juillet. Pour la période 1991-2020, la température moyenne annuelle observée sur la station météorologique de Météo-France la plus proche, « Courpière », sur la commune de Courpière à 15 km à vol d'oiseau, est de 11,8 °C et le cumul annuel moyen de précipitations est de 876,9 mm,. Pour l'avenir, les paramètres climatiques de la commune estimés pour 2050 selon différents scénarios d'émission de gaz à effet de serre sont consultables sur un site dédié publié par Météo-France en novembre 2022.

## Urbanisme

### Typologie
Au 1er janvier 2024, Saint-Rémy-sur-Durolle est catégorisée bourg rural, selon la nouvelle grille communale de densité à sept niveaux définie par l'Insee en 2022.
Elle appartient à l'unité urbaine de La Monnerie-le-Montel, une agglomération intra-départementale regroupant deux  communes, dont elle est ville-centre,,. Par ailleurs la commune fait partie de l'aire d'attraction de Thiers, dont elle est une commune de la couronne,. Cette aire, qui regroupe 19 communes, est catégorisée dans les aires de moins de 50 000 habitants,.

### Occupation des sols
L'occupation des sols de la commune, telle qu'elle ressort de la base de données européenne d’occupation biophysique des sols Corine Land Cover (CLC), est marquée par l'importance des forêts et milieux semi-naturels (48,8 % en 2018), en augmentation par rapport à 1990 (47,3 %). La répartition détaillée en 2018 est la suivante : 
forêts (48,8 %), prairies (33,1 %), zones agricoles hétérogènes (11,5 %), zones urbanisées (4,8 %), espaces verts artificialisés, non agricoles (1,9 %). L'évolution de l’occupation des sols de la commune et de ses infrastructures peut être observée sur les différentes représentations cartographiques du territoire : la carte de Cassini (XVIIIe siècle), la carte d'état-major (1820-1866) et les cartes ou photos aériennes de l'IGN pour la période actuelle (1950 à aujourd'hui).

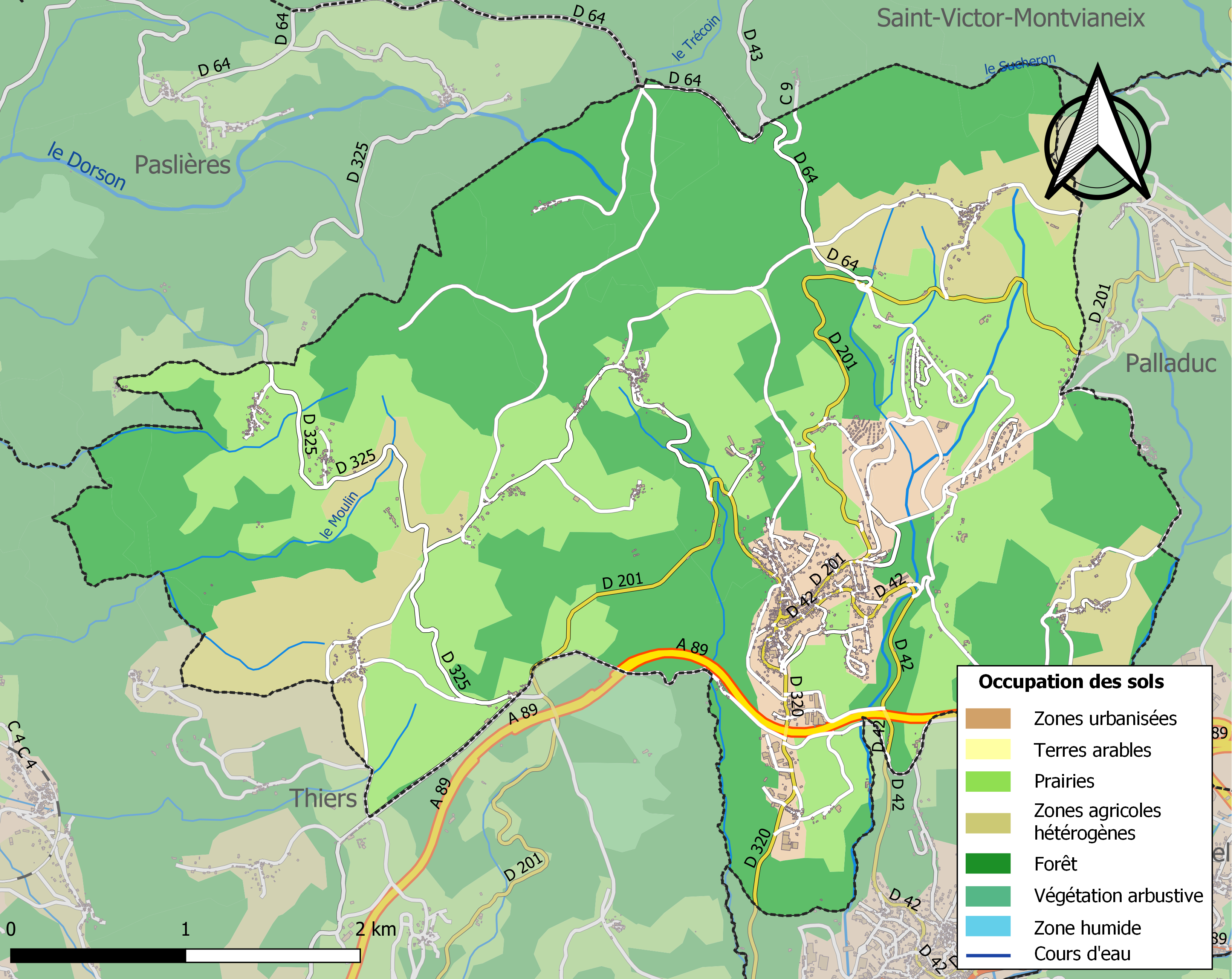
Carte des infrastructures et de l'occupation des sols de la commune en 2018 (CLC).

## Toponymie
Le nom de la commune vient de saint Remi de Reims, évêque ayant baptisé Clovis, roi des Francs.
Son nom était Sant Ramei en auvergnat, dialecte anciennement parlé localement.

## Histoire
Plusieurs haches en pierre, trouvées dans les champs avoisinants Saint-Rémy, attestent que, dès la préhistoire, des hommes vivaient dans la région.
Des Celtes et des Gaulois s'installèrent par la suite, probablement au pied de la falaise de quartz dominant le bourg actuel.
Durant la paix romaine un important domaine appartenant à un légionnaire de César, peut être nommé Martinus, fut à l'origine du hameau de Martignat. Les Romains, cependant, attirés par les richesse de l'Arvernie, organisèrent bien vite la région pour la rendre prospère. L'eau des montagnes fut captée et acheminée vers les cités de la plaine, les tronçons d'aqueduc du puy Snidre, aujourd'hui disparus en témoignaient. Les grands sapins des bois noirs abattus étaient acheminés par des chemins aménagés suivant croupes et crêtes, jusqu'à la Dore. Un de ces chemins passait près de Voirdières, aux Trèves, à la Croix Rouge ; ce dernier lieu-dit n'est d'ailleurs pas dû à la croix qui s'y dresse aujourd'hui mais n'est que le nom déformé de l'ancien carrou ou carrefour. La villa du légionnaire Martinus était implantée là pour contrôler cet important point de passage et en assurer la sécurité.
Il est assez difficile de savoir à quelle date les premières maisons s'édifièrent sur le site de l'actuelle agglomération. Il est certain que, peu après l'installation des moines au Moutier près de Thiers, qui s'appelait alors Tigern, un oratoire fut créé par eux à peu près à l'emplacement actuel de l'église.
Autour de l'oratoire des maisons s'édifièrent. Deux routes, il vaudrait mieux dire encore chemins, s'y croisaient : l'une venant du nord allait vers la Doralla (notre actuelle Durolle), l'autre venait de l'est et se dirigeait vers la Dore.
Au début de l'ère féodale, un certain Boldier, venant de la région de Chignat dans la plaine de la Limagne, s'installait un peu au nord-est de la propriété de Martignat. Il fut le fondateur de la famille des Boulier du Chariol  devenue par la suite De Bouillé. Probablement bénéficiaire de terres qui lui furent données par les seigneurs de Thiers au retour d'une croisade, il bâtit un donjon qui devint au cours des siècles suivants, un ouvrage important relié par des souterrains aux postes avancés de Mouchardias (le mouchard) et du Chalard (le chatelard ou petit château). Il semblerait que le nom Chariol  vienne du bas-latin  quadririolis et qu'il fut ajouté par les premiers Boulier à leur patronyme, car leur château était construit près de quatre ruisselets alimentant leur étang.
La famille des  Boulier du Chariol  fit prospérer et grandir le hameau entourant le vieil oratoire (nommé Sanctus Remigius en 1107). L'un de ces seigneurs, s'intéressant à la coutellerie nouvellement implantée dans la région de Thiers, autorisa l'un des premiers émouleurs à installer son rouet  au déversoir de l'étang. Il est de même curieux de constater que cette charte est l'un des plus anciens documents parlant de la coutellerie thiernoise. Pierre Bouillé du Chariol fit construire l'église actuelle au XVe siècle (chœur et nef) ainsi qu'en témoignent les blasons de ce seigneur et de son épouse (Catherine de la Roue) sculptés à la clef de voûte et sur un chapiteau du chœur.
Les De Bouillé, bien que demeurant toujours à leur château du Chariol, eurent leur hôtel en ville de Thiers : l'ancien hôtel du Chariol dit château ou maison du Piroux. Une partie de leurs descendants s'installèrent dans la plaine à Issoire puis Brioude (François Claude de Bouillé). Le fief, en 1565, passa, par un mariage, à la famille de La Guesle. Le château ne fut plus guère habité. Les guerres de religion amenèrent à son abandon et sa destruction quasi totale.
Mais le bourg prospérait ; si de nombreuses prairies et chènevière témoignaient d'une activité essentiellement agricole, l'artisanat local était florissant. En 1615 on y comptait 59 maîtres-couteliers. C'est cette activité artisanale qui permit à une population nombreuse de subsister malgré la pauvreté des sols et qui donna à la région une importance telle que Louis XIV de France y créa deux foires en 1650.
Un plan de cette époque, retrouvé dans les années cinquante, montre une bourgade bien organisée. On y reconnaît fort bien la place actuelle, l'église que le cimetière entourait à l'époque, le chemin de la Pierre, celui des Goyons, celui des Tirades, celui de Faydit, celui des Brugneaux, celui des Bruyères.
L'actuelle rue de la Paix était reliée à la cité Saint-Loup par un autre chemin qui fut longtemps appelé chemin des Fougères. Un petit oratoire occupait la place de l'actuelle mairie ; une chapelle dite du Soldat se dressait sur le chemin de la Croix Rouge près du calvaire.
Saint-Rémy, et probablement, tout le fief du Chariol firent partie au XVIIe siècle des terres du duc de Lauzun, donnés en preuve d'amour par Mlle de Montpensier, comme en font foi ses armoiries de colonel-général des dragons qui ornent la tribune de l'église (1690).
Puis le Chariol par un autre mariage, passait à la famille de Cosnac, dont les représentants ne semblent s'y être intéressés que pour y lever des impôts.
Vint 1789. Comme dans toutes les paroisses, les Saint-Rémois se réunissent pour établir leur cahier de doléances ; deux d'entre eux partirent à Riom pour élire les députés d'Auvergne aux États généraux. La Révolution n'a pas laissé, dans le pays trop de traces sanglantes. On sait toutefois que le père Janvier, le curé de l'époque, a refusé le serment ; pour échapper à la police thermidorienne il a dû se cacher dans le village de Muzard, puis regagner le Forez et fut martyrisé. Il fut remplacé par un prêtre assermenté.
Au cours de la période révolutionnaire de la Convention nationale (1792-1795), la commune porta le nom de Montoncel.
Bien qu'affaibli par la circonscription napoléonienne, le pays se développa au cours du XIXe siècle. La route des diligences de Lyon passait tout près : à la Tirade, à la croix des Goyons, à Bel-Air. La commune très importante longeait la Durolle, allait jusqu'au Montoncel, comprenant Palladuc, le Montel, le Chambon, Chantelauze, la Roullière, la Monnerie. En 1880, on dénombra 1 700 ouvriers travaillant dans des ateliers d'importance diverse, beaucoup étant artisanaux. L'industrie était prospère. La fin du siècle vit apparaître les premières usines mues par des machines à vapeur.
La ligne de chemin de fer de Saint-Étienne traversait le sud de la commune. Une nouvelle route était tracée, l'actuelle D 2089, que Napoléon III fit améliorer à l'occasion de son voyage en Auvergne.
C'est en 1893 que le nom de Saint-Rémy fut individualisé en Saint-Rémy-sur-Durolle.
La construction du barrage de Sauviat en 1903 permit l'électrification rapide de la région.
Au début du XXe siècle, Palladuc (en 1908) puis La Monnerie-le-Montel (en 1932) se séparèrent de Saint-Rémy pour devenir communes à leur tour.
Ayant traversé les orages de 1789, 1914, et 1939 sans trop en pâtir, le pays s'est finalement adapté à la vie et à la société moderne. Si la fabrication de la coutellerie fermante a diminué, d'autres industries ont pris la relève : mécanique, plâterie, couverts, plastique... Comme en beaucoup de lieux, l'agriculture s'est modernisée, les tracteurs ont équipé les fermes, même si, par la suite les « foires » ont vu de moins en moins d'animaux jusqu'à leur disparition. Un acteur de cette révolution silencieuse (agricole), Michel Debatisse, est l'artisan de la construction de la sortie d'autoroute Thiers-Est (inauguré en octobre 1978). Cette sortie a permis le désenclavement de la région et la création d'une zone accueillant des entreprises modernisant ces activités séculaires.
Aujourd'hui, à ses activités traditionnelles, la cité Saint-Rémoise peut s'enorgueillir d'y avoir ajouté la vocation touristique ; depuis des décennies la réputation de son centre de vacances et de son plan d'eau sont le moteur du tourisme local.

### Héraldique
| Armes | Les armes de Saint-Rémy-sur-Durolle se blasonnent ainsi : Tiercé en pairle, au premier d'argent à la croix ancrée de gueules, au deuxième d'or à la dague d'azur, au troisième d'azur à la dague d'or. |

## Politique et administration
| Période                                  | Période                         | Identité            | Étiquette      | Qualité     |
| ---------------------------------------- | ------------------------------- | ------------------- | -------------- | ----------- |
| Les données manquantes sont à compléter. |                                 |                     |                |             |
| [Quand ?]                                | 1965                            | Antoine Couperier   |                |             |
| 1965                                     | 2001                            | Albert Desiage      | apparenté UDF  |             |
| 2001                                     | 2014                            | Anne-Marie Delannoy | apparentée UMP |             |
| 2014                                     | 2020                            | Philippe Ossedat    | SE             |             |
| 2020                                     | En cours (au 14 septembre 2020) | Frédéric Chonier    | DVG            | Agriculteur |

## Population et société

### Démographie
L'évolution du nombre d'habitants est connue à travers les recensements de la population effectués dans la commune depuis 1793. Pour les communes de moins de 10 000 habitants, une enquête de recensement portant sur toute la population est réalisée tous les cinq ans, les populations de référence des années intermédiaires étant quant à elles estimées par interpolation ou extrapolation. Pour la commune, le premier recensement exhaustif entrant dans le cadre du nouveau dispositif a été réalisé en 2004.

En 2022, la commune comptait 1 760 habitants, en évolution de +1,5 % par rapport à 2016 (Puy-de-Dôme : +2,1 %, France hors Mayotte : +2,11 %).
| 1793  | 1800  | 1806  | 1821  | 1831  | 1836  | 1841  | 1846  | 1851  |
| ----- | ----- | ----- | ----- | ----- | ----- | ----- | ----- | ----- |
| 3 045 | 2 683 | 3 215 | 3 508 | 3 915 | 4 157 | 4 031 | 4 090 | 4 639 |

| 1856  | 1861  | 1866  | 1872  | 1876  | 1881  | 1886  | 1891  | 1896  |
| ----- | ----- | ----- | ----- | ----- | ----- | ----- | ----- | ----- |
| 4 794 | 5 070 | 4 996 | 5 100 | 5 572 | 5 561 | 5 569 | 5 504 | 5 433 |

| 1901  | 1906  | 1911  | 1921  | 1926  | 1931  | 1936  | 1946  | 1954  |
| ----- | ----- | ----- | ----- | ----- | ----- | ----- | ----- | ----- |
| 5 332 | 5 552 | 4 574 | 4 088 | 4 198 | 4 290 | 2 187 | 2 069 | 2 194 |

| 1962  | 1968  | 1975  | 1982  | 1990  | 1999  | 2004  | 2006  | 2009  |
| ----- | ----- | ----- | ----- | ----- | ----- | ----- | ----- | ----- |
| 2 071 | 2 046 | 1 988 | 2 016 | 2 033 | 1 925 | 1 822 | 1 774 | 1 847 |

| 2014  | 2019  | 2022  | - | - | - | - | - | - |
| ----- | ----- | ----- | - | - | - | - | - | - |
| 1 766 | 1 754 | 1 760 | - | - | - | - | - | - |

La commune a connu une chute brutale de sa population car le village La Monnerie-le-Montel s'est séparé de cette petite ville.

### Manifestations culturelles et festivités
Marchés hebdomadaires :
- petit marché le jeudi matin sur le parvis de l'église
- grand marché le dimanche matin sur toute la place du Commerce.

Festivités :
- Grand feu d'artifice précédé d'une retraite aux flambeaux le 13 juillet avec fête foraine.
- Marchés nocturnes : tous les mardis soir du 14 juillet au 15 août, avec artisanat, camelots, animation musicale entre autres.
- La ville accueille les  Concerts de Vollore  à l'église, en juillet (accueil du concert de l'édition 2014 annulé par la nouvelle municipalité).

## Économie

### Tourisme
Un pôle touristique s'est développé autour du plan d'eau de 14 hectares avec les installations nécessaires pour assurer l’accueil, le bien-être, la détente et le repos à tous ceux qui souhaitent passer un séjour agréable en Auvergne-Rhône-Alpes.

#### Loisirs
- Tennis : 2 courts couverts et 4 courts plein-air ;
- Squash : 1 court couvert ;
- VTT : location et accès à l'espace VTT des Bois Noirs (42 circuits pour 1 069 km balisés) ;
- Randonnées pédestres : circuits balisés de Saint-Rémy-sur-Durolle (guide gratuit) et circuit de Randonnée en Pays de Thiers ; 11 circuits au cœur du parc naturel régional Livradois-Forez ;
- Baignade : 2 plages du lac et piscine aquarécréative ;
- Pêche : plan d'eau et ruisseaux alentour ;
- Pétanque : sur terrain aménagé ;
- Parcours de santé et espace fitness-cardio en plein air.

## Culture locale et patrimoine

### Lieux et monuments

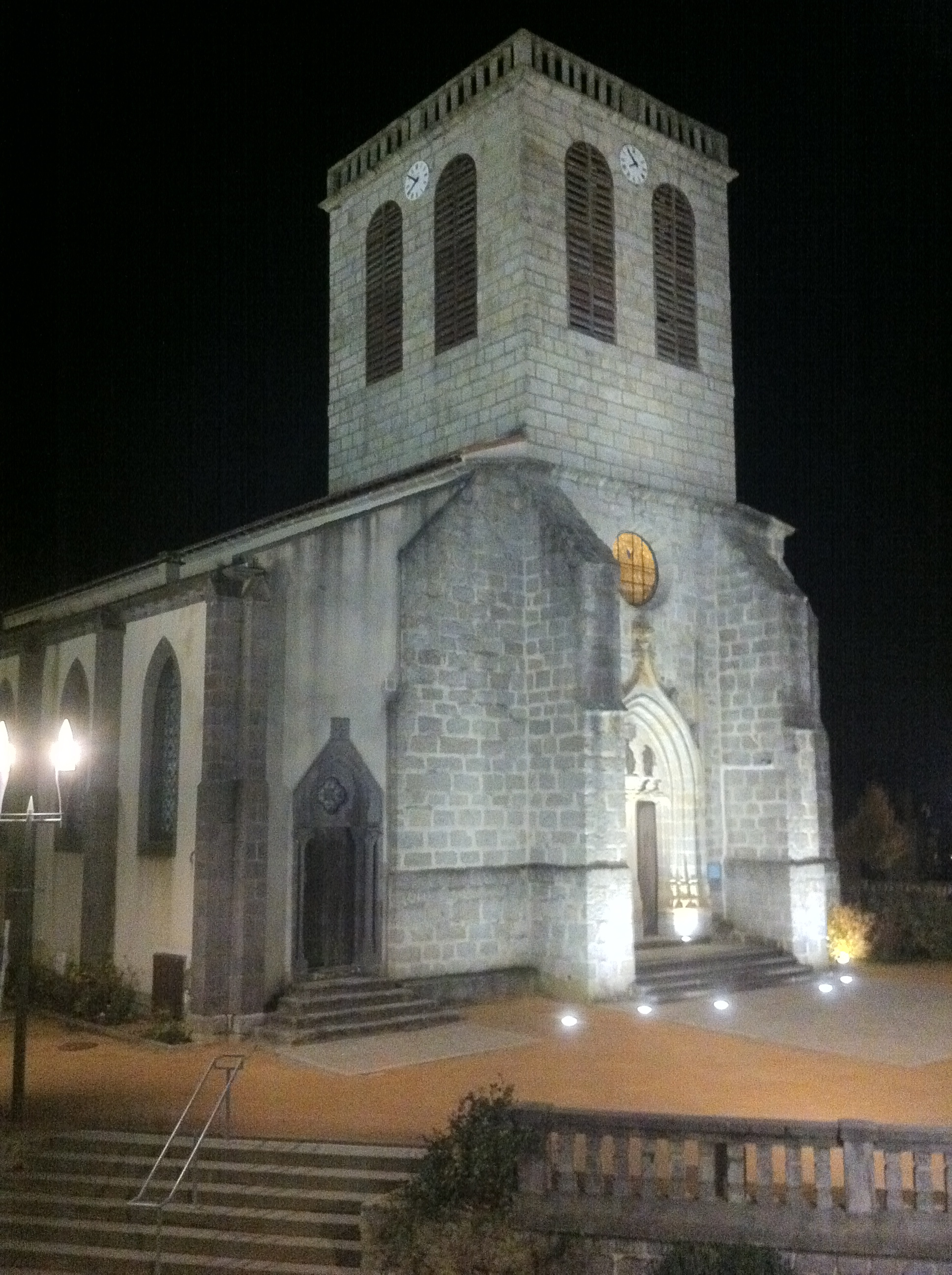
Vue de l'église.

Sur la place Principale, une église gothique du XVe siècle ornée des écus des rois de France et des De Bouille Du Chariol, seigneurs de Saint-Rémy-sur-Durolle.
Elle fut rénovée en 1997 tout en préservant et mettant en valeur les six fresques de Louis Dussour réalisées en 1947, qui ornent les deux côtés de la nef centrale. Mais aussi la peinture murale de « Saint Loup guérissant les malades », par A. Roddier-Mondière et A. Fonteix (1947).
Des tableaux sont également visibles dans cette église notamment dans le narthex : Le Baptême de Clovis d'Émile Bin, Remi de Reims et Clovis Ier, hauteur  250 cm et largeur 170 cm, peint entre 1852 et 1857, offert par Napoléon III à la ville, répertorié sur la Base Arcade par le ministère de la culture.
Sur le bas-côté droit, l'autel est surmonté d'une imposante représentation de la Vierge Marie avec deux angelots (à noter l'encadrement en bois), dans tout le reste de l'église un ensemble de tableaux composent le chemin de croix.
L'extérieur de l'église se caractérise par son austérité et par son clocher carré et fortifié. La légende veut qu'à la Révolution, les seigneurs de Saint-Rémy furent contraints de traverser l'église à cheval, se faisant « embrocher » par des paysans installés dans les travées et armés de lances.
Sur le tympan trois statues de bois, dont la polychromie a disparu, victime de mutilation et d'érosion, représentent saint Rémy, saint Julien et une autre sainte (non identifiée par la conservatrice des antiquités et des objets d'art du ministère de la Culture). La plus grande de ces œuvres mesure 80 cm et la plus petite 75 cm ; elles datent du XVIIe siècle et ont été classés aux titres objets sur la liste des monuments Historiques de la Base Palissy du ministère de la Culture le 23 juillet 1993.
La façade donnant sur le parvis est percée d'un portail en arc brisé décoré de crochets et accosté de pinacle qu'un trumeau divise en deux portes aux linteaux plats surmontés du tympan.
Le dais central, couvrant saint Rémy, ainsi que la petite porte à gauche avec colonnettes et quadrilobes sont des réalisations à la ciselure fine en pierre de Volvic (datant de la création du bas-côté gauche terminé en 1878). Sur la façade sud, en réemploi, s'ouvre une belle porte ogivale, dont l'accolade est surmontée d'une énigmatique et minuscule tête humaine(porte d'origine du XVe siècle remontée lors de la création du bas-côté droit en 1830). Les cloches actuelles datent de 1766 et 1806. Les vitraux sont d'Antoine Champrobert et de Mailhot (1878), de la veuve Mailhot (1897) et de Taureilles (1898), peintres verriers clermontois.
Sur la place centrale du bourg (place du commerce), coule une fontaine en pierre de Volvic datant de 1698 ; elle fut rénovée en 2007. Au cours de cette rénovation une meule à grains datant du Moyen Âge fut découverte sous la fontaine, cette meule en pierre, dernier vestige de l'agriculture moyenâgeuse saint-rémoise, est à présent exposée près de l'hôtel de ville.
À noter, la  sculpture de la Victoire  ornant le monument aux morts, sur la gauche du parvis de l'église. Cette œuvre fut réalisée par Paul Graf (1872-1947) auteur notamment de la statue de Damrémont (aile de Rohan du musée du Louvre, rue de Rivoli et de celle du général Lamoricière exposé au musée du Quai-Branly.
Sur les hauteurs du bourg, le Calvaire (ensemble de trois croix représentant la Crucifixion de Jésus-Christ entouré du bon larron et du mauvais larron ) surplombe l'imposante falaise de quartz. Une table d'orientation y décrit le panorama depuis 1962, cette vue d'Auvergne s'étend sur les monts du Forez, les Margerides, le plomb du Cantal et les Monts Dôme.
Dans le souterrain-refuge de la Côte il a été découvert un pic à double bec, le seul à ce jour[Quand ?] découvert en souterrain, qui a permis de creuser les galeries. Le souterrain est de de type annulaire.

### Personnalités liées à la commune
- Fernand Sauzedde (1908-1985), ancien député, conseiller général et maire de Thiers, né à Saint-Rémy-sur-Durolle.

## Divers
La commune de Saint-Rémy-sur-Durolle est adhérente du parc naturel régional Livradois-Forez.
Saint-Rémy-sur-Durolle est au cœur d'un roman de l'écrivain auvergnat Jean Anglade Le Voleur de coloquintes (Pocket, 2000).
La ville de Saint-Rémy-sur-Durolle est labellisée 1 fleur au Concours des villes et villages fleuris (Liste des villes et villages fleuris de France).
La commune de Saint Rémy-sur-Durolle est la capitale mondiale du tire-bouchon, en effet, la majorité de la production mondiale de mèches de tire-bouchon fut Saint-rémoise. La région coutelière de Thiers comptait de nombreux sous-traitants (lames, manches,...) et ce sont plusieurs familles Saint-rémoises qui en firent leur spécialité. Près de l'hôtel de ville, un tire bouchon géant rappelle aux passants cette particularité.